# Раович
Раович или книжовно Рахович (на македонска литературна норма: Раовиќ; на албански: Raoviqi) е село в Община Сарай, Северна Македония.

## История
В края на XIX век Раович е село в Тетовска каза на Османската империя. Според статистиката на Васил Кънчов („Македония. Етнография и статистика“) към 1900 година в Раовичъ (Райче) живеят 110 арнаути мохамедани.
Според Афанасий Селишчев в 1929 година Рахович е село в Групчинска община и има 43 къщи с 273 жители албанци.
Според преброяването от 2002 година Раович има 213 жители албанци.